# Beeston (Bedfordshire)
Beeston egy falu Angliában, Bedfordshire megyében. Hivatalosan Sandy városához tartozik, de attól kb. fél mérföldre található.
Első említése az 1086-ban Ítéletnapi könyvben található. A középkorban a falun haladt át a Nagy Északi Út, ami Londont kötötte össze Edinburghval. Az 1920-as években a közlekedési minisztérium fölfejlesztette az utat főúttá, így lett A1-es. A következő fejlesztés az 1960-as években következett be, amikor az út már majdnem autópálya volt. A falu és Sandyt mindössze egy keskeny gyaloghíd kötötte össze.
Történelmileg Beeston lakosainak a fő foglalkozása a háztáji gazdálkodás és a kertészet volt.

## Fordítás
- Ez a szócikk részben vagy egészben  a   Beeston, Bedfordshire című angol Wikipédia-szócikk ezen változatának fordításán alapul.  Az eredeti cikk szerkesztőit annak laptörténete sorolja fel. Ez a jelzés csupán a megfogalmazás eredetét és a szerzői jogokat jelzi, nem szolgál a cikkben szereplő információk forrásmegjelöléseként.

## Külső hivatkozások
- Beeston honlapja (angolul)